# Ricardo de Andria
Ricardo de Andria, religioso inglés que fue obispo de Andria en la Apulia elegido por el papa Adriano IV donde por su devoción recibió las reliquias de los santos Erasmo y Ponciano. Como obispo asistió al tercer concilio general de Letrán. Fallecido el 1196 en su sede de Andria.
Existe otra versión que dice que un obispo inglés llamado San Ricardo fue obispo de Andria nombrado en el 492 por el papa Gelasio II.  
Es conmemorado el 9 de junio.